# Obrácený otazník a vykřičník
Obrácený otazník (¿) a vykřičník (¡) jsou interpunkční znaménka, která se používají ve španělštině, ale i v některých dalších jazycích ze španělské sféry vlivu, jako například v mexických domorodých jazycích nahuatl a kʼicheʼ, ve warajštině používané na Filipínách nebo v některých regionálních jazycích v samotném Španělsku, konkrétně v asturštině, galicijštině a katalánštině (i když u katalánštiny je stále silnější tendence obrácenou interpunkci nepoužívat, ve snaze odlišit katalánskou kulturu od španělské).
V rámci písmové osnovy se obrácený otazník a vykřičník píšou až k dolní dotažnici.

## Historie

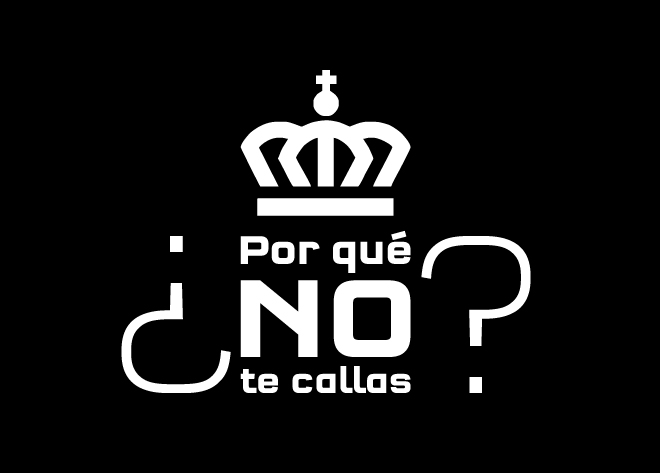
Design trička zobrazující větu ¿Por qué no te callas? s výrazným obráceným otazníkem a otazníkem

V roce 1688 anglický duchovní a přírodovědec John Wilkins navrhl, aby byl obrácený vykřičník zaveden jako nové interpunkční znaménko do angličtiny. Měl se používat na konci věty, a měl značit to, že věta byla myšlena ironicky. To, že by mělo být zavedeno nové interpunkční znaménko značící ironii, tehdy prosazovalo více učenců, mj. i Erasmus Rotterdamský. Žádný z takových návrhů se ovšem neujal.

Obrácený vykřičník použitý v logu politické kampaně americké političky Alexandrie Ocasio Cortez, který má odkazovat na španělský jazyk

Obrácený otazník (¿) byl do španělštiny zaveden Španělskou královskou akademií (Real Academia Española), institucí která reguluje oficiální kodifikovanou verzi španělštiny, v roce 1753, s doporučením, že se toto nové interpunkční znaménko má používat především na začátku delších vět. Španělština totiž nemá (stejně jako čeština) odlišný slovosled pro věty oznamovací a tázací, na rozdíl od jiných jazyků, například od angličtiny, proto se akademii jevilo jako vhodné do jazyka včlenit nové interpunkční znaménko, díky kterému bude možné tázací větu poznat snáze, na první pohled. Obrácený vykřičník (¡) byl zaveden o rok později, v roce 1754, aby bylo snazší poznat i věty rozkazovací a zvolací. Protože určování toho, která věta je krátká a která dlouhá bylo nejasné, byla tato znaménka zanedlouho zavedena jako povinná pro všechny tázací, rozkazovací i zvolací věty. Tato nová pravidla byla přijímána postupně, v mnohých knihách z 19. století se obrácená interpunkční znaménka nepoužívají.
Obrácený otazník a vykřičník byl později zaveden i v některých dalších jazycích, v rámci Španělska nebo jeho koloniální říše.

## Používání ve španělštině
Obrácený otazník (¿) se používá na začátku tázacích vět, na jejich konci se (stejně jako v ostatních jazycích) píše obyčejný otazník (?). Stejná pravidla platí i pro obrácený vykřičník (¡) v případě vět rozkazovacích a zvolacích. V případě souvětí, kde první část tvoří věta oznamovací a druhou věta tázací se obrácený otazník píše před onou větou tázací.
Příklady:
- ¿Quieres ir con nosotros? (česky Chceš jít s námi?)
- Si no puedes ir con ellos, ¿quieres ir con nosotros? (česky Pokud nemůžeš jít s nimi, chceš jít s námi?)
- ¡Viva la revolución! (česky Ať žije revoluce!)

V některých textech se v případě velmi krátkých tázacích vět psaní počátečního obráceného otazníku vynechává, ačkoliv je to proti pravidlům španělského pravopisu (ovšem oproti tomu v galicijštině a katalánštině se v krátkých větách obrácený otazník nepíše nikdy). Existují i věty, kde lze na začátku použít obrácený vykřičník a na konci otazník (případně naopak). Jde o věty, které jsou tázací, ale obsahují i silný prvek údivu nebo překvapení. Tyto věty lze ovšem zapsat také tak, že se na začátek věty přidá jak obrácený otazník, tak i obrácený vykřičník a na konec věty se zapíše otazník i vykřičník.
Příklady:
- ¡Y tú quién te crees que eres? lze zapsat i jako ¿¡Y tú quién te crees que eres!? (česky A kdo si jako myslíš, že jsi?!)

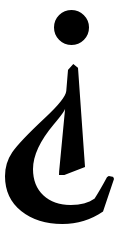
Obrácený interrobang

Pro výše zmíněné případy byl do Unicode zaveden i speciální znak ⸘, neboli obrácený interrobang, používaný je však velmi zřídka.
V neoficiálních zprávách psaných přes internetové messengery nebo přes SMS se počáteční obrácený otazník nebo vykřičník často vynechává, případně se na konec věty přidají vykřičníky dva. Mezi některými mluvčími španělštiny, především v USA, kteří používají nešpanělskou klávesnici se někdy počáteční obrácený otazník nebo vykřičník píše jako obyčejný otazník a vykřičník, případně je obrácený vykřičník nahrazen malým i.

## Unicode
Znaky ¿ a ¡ mají v Unicode tyto kódy:
- ¿ U+00BF
- ¡ U+00A1